# Elmberg (Fichtelgebirge)
Der Elmberg ist ein 618 m ü. NHN hoher stark bewaldeter Basaltkegel nahe der Ortschaft Seußen im Fichtelgebirge mit den Nebengipfeln Finkenberg (607 m ü. NHN), Altenberg (516 m ü. NHN) und Unterer Elmberg (494 m ü. NHN) auf den weitläufigen West- und Nordwesthängen.

## Geographie
Nördlich des Gipfels verläuft die Kreisstraße WUN 14/TIR 19 und führt nach Korbersdorf bzw. zur Staatsstraße St 2176, die östlich des Berges von Arzberg nach Konnersreuth führt. Sie trennen zusammen mit der Feisnitz den Reichsforst, in dem sich der Elmberg befindet, vom Kohlwald. An der östlich verlaufenden Staatsstraße, nahe dem Hauptgipfel, liegt der Weiler Dornhof.

## Geologie
Zwischen Marktredwitz, Mitterteich, Konnersreuth und Seußen liegt ein großes Basalteruptionsgebiet. Es ist der westlichste Ausläufer des nordböhmischen Basaltvulkanismusses. Im Miozän ist dort flüssige Basaltmasse durch den Granit emporgedrungen.